# Ландовица
Ландовица (алб. Landovicë) је насељено место у општини Призрен, на Косову и Метохији. Према попису становништва из 2011. у насељу је живело 1.149 становника.

## Становништво
Према попису из 2011. године, Ландовица има следећи етнички састав становништва:
| Националност             | 2011.          |
| Албанци                  | 1.027 (89,38%) |
| Ашкалије                 | 110 (9,57%)    |
| Бошњаци                  | 1 (0,09%)      |
| неизјашњени и недоступно | 11 (0,96%)     |
| Укупно                   | 1.149          |

| Демографија | Демографија | Демографија |
| Година      | Становника  | Становника  |
| ----------- | ----------- | ----------- |
| 1948.       | 312         |             |
| 1953.       | 383         |             |
| 1961.       | 462         |             |
| 1971.       | 691         |             |
| 1981.       | 1.054       |             |
| 1991.       | 1.327       |             |
| 2011.       | 1.149       |             |